# アスカニオ・ソブレロ
アスカニオ・ソブレロ（イタリア語:Ascanio Sobrero,1812年10月12日 - 1888年5月26日）は、イタリア人の化学者で、ニトログリセリンを発明したことで有名である。イタリア科学アカデミーのメンバー。
トリノ大学のテオフィル＝ジュール・ペルーズの下で爆薬のニトロセルロースについて研究していた。ペルーズの門下生には、ダイナマイトを発明したアルフレッド・ノーベルもいる。

## 生涯
医師のGiuseppe Sobreroの息子として生まれた。叔父のカルロ・ラファエロはトリノの工廠の化学研究所所長で、その影響で化学に興味を持った。
トリノ大学とパリ大学で医学を、その後ユストゥス・フォン・リービッヒにギーセン大学で化学を学んだ。1832年に博士号を取得し、1845年にトリノ大学の教授になった。
彼は研究のなかで、ニトログリセリンを開発していた。当初はパイログリセリンと呼んでおり、個人的な手紙やジャーナルの論文で、非常に危険な物質で取扱いは不可能と厳重に警告していた。事実、製造してから一年以上秘匿し、何かにとても怯えているようであった。
その後も、研究や教育を長年に渡り継続し、1851年に循環器用薬のソブレロールなどを開発した。1848年に起きた暴動によってトリノを追われる等があったが、ノーベルがニトログリセリンを大量に製造したおかげで、老後の年金生活は豊かだった。

死後、クーネオ県カヴァッレルマッジョーレの墓地に埋葬された。